# Chandraniscus kussakini
Chandraniscus kussakini är en kräftdjursart som beskrevs av George 2004. Chandraniscus kussakini ingår i släktet Chandraniscus och familjen Haploniscidae. Inga underarter finns listade i Catalogue of Life.